# Miechowice

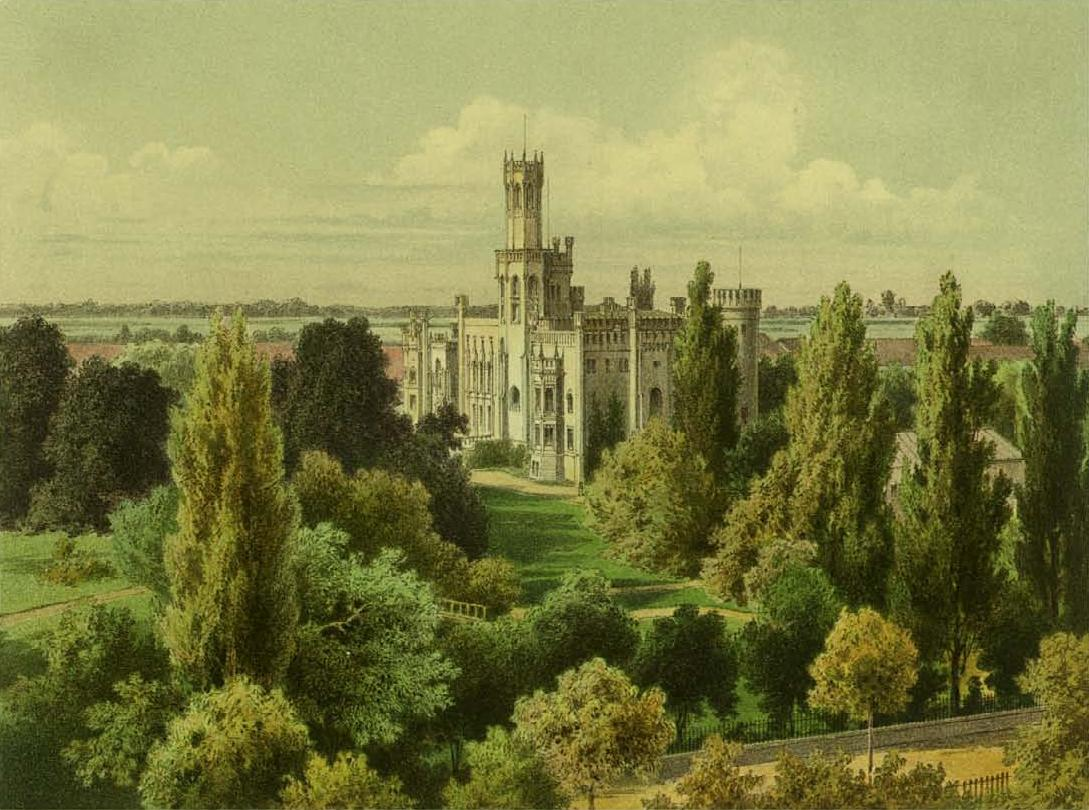
Schloss Miechowitz. Nach Sammlung Alexander Duncker

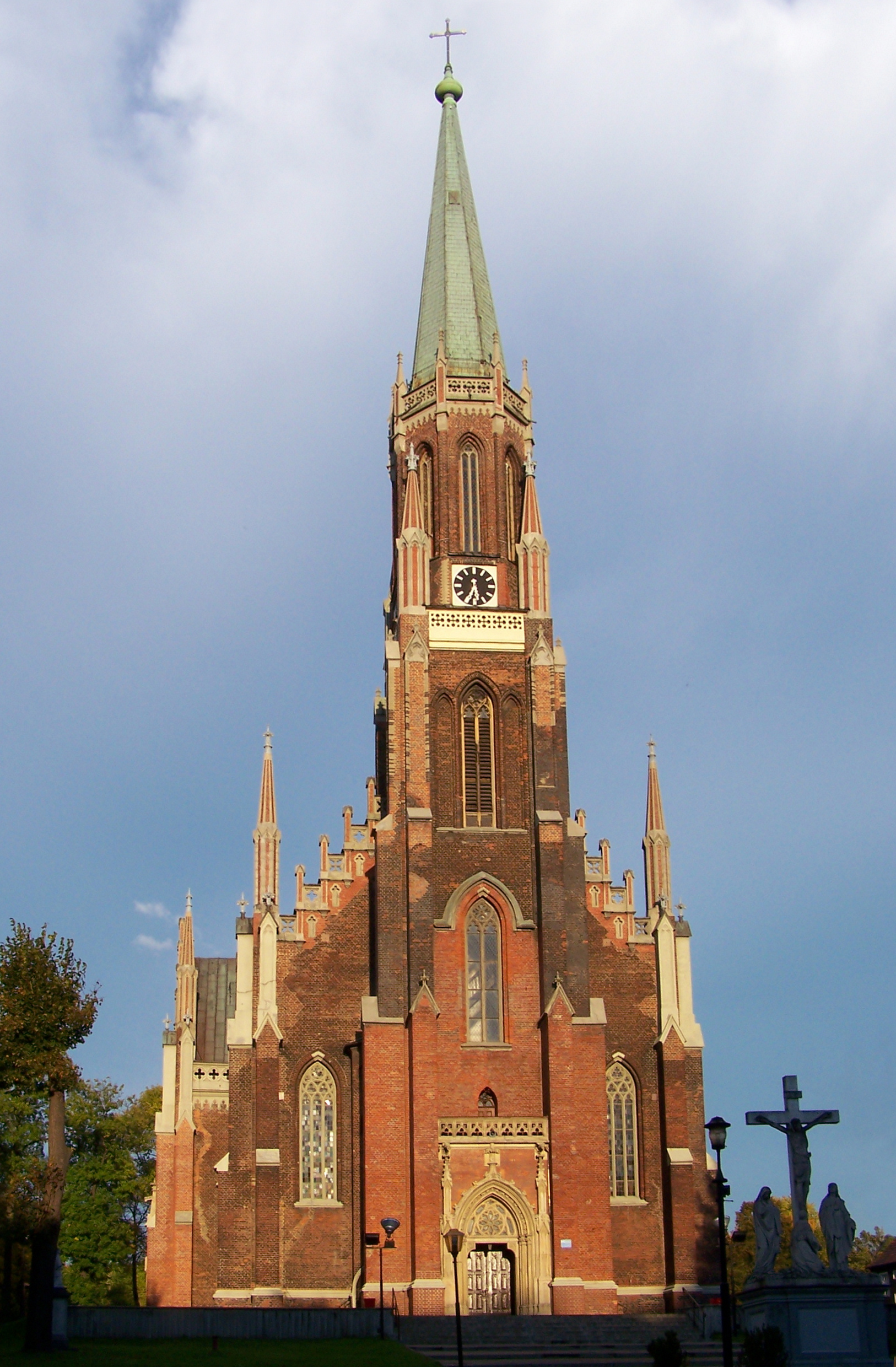
Die Kreuzkirche

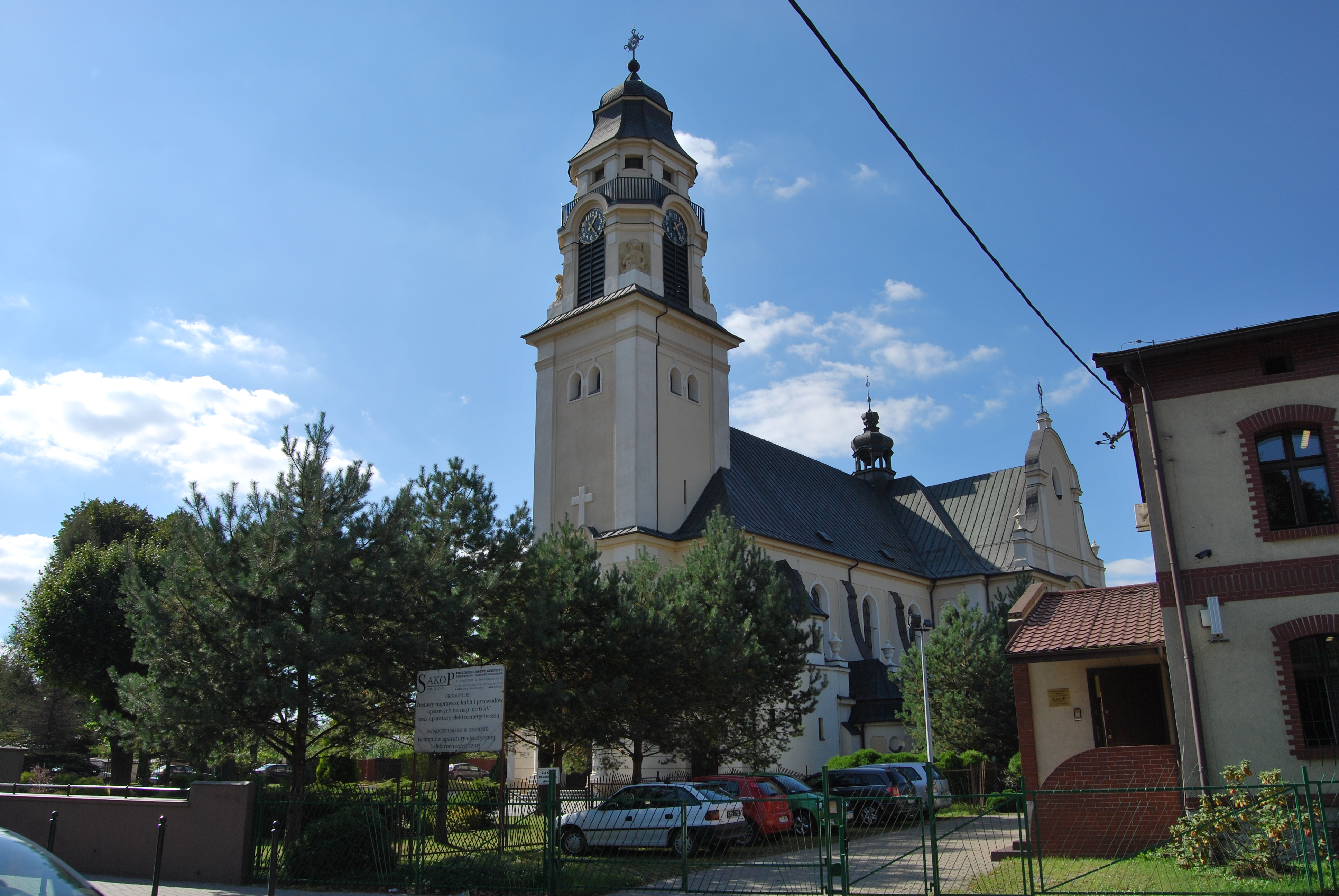
Die Corpus-Christi-Kirche

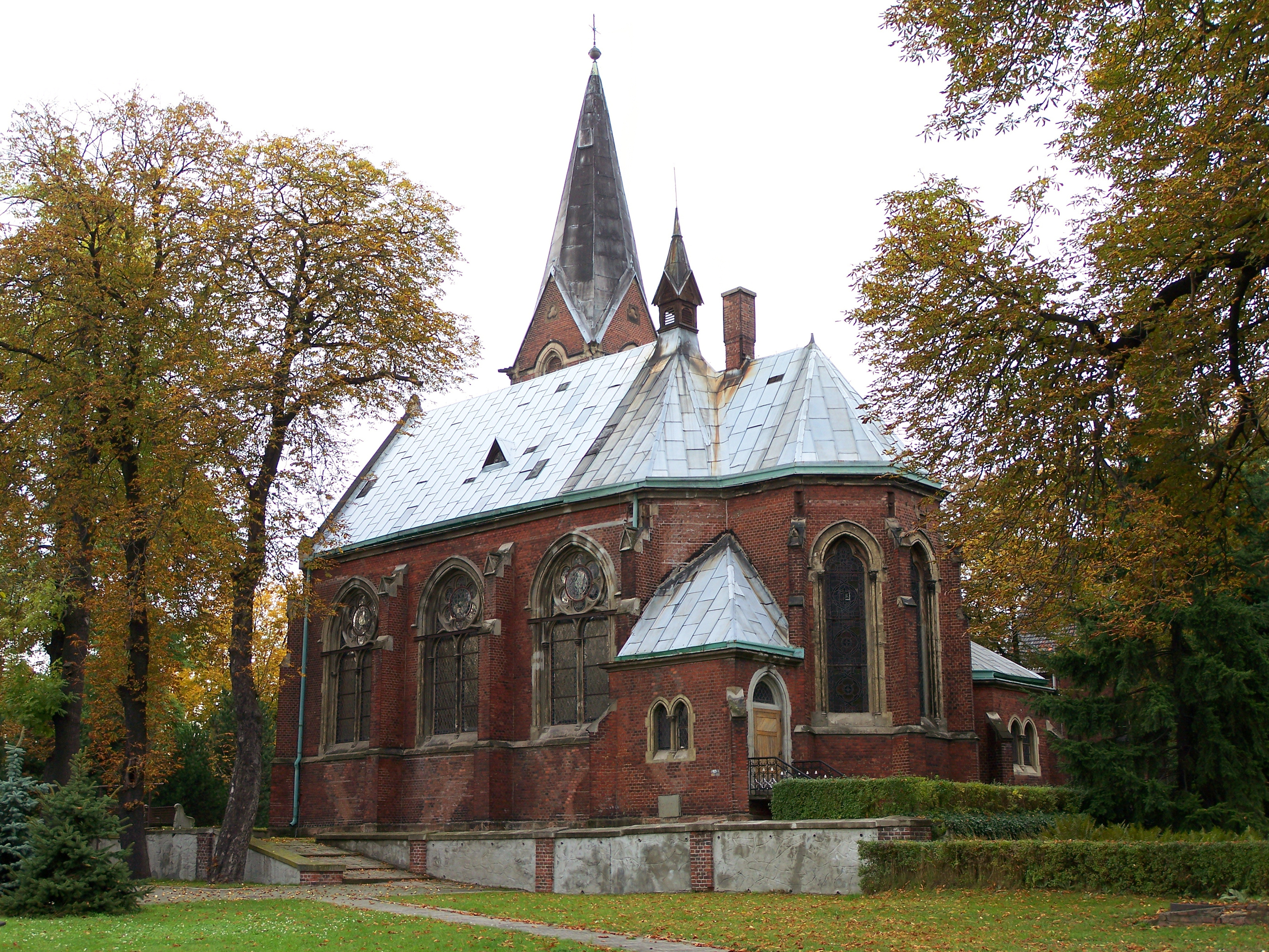
Die evangelische Kirche

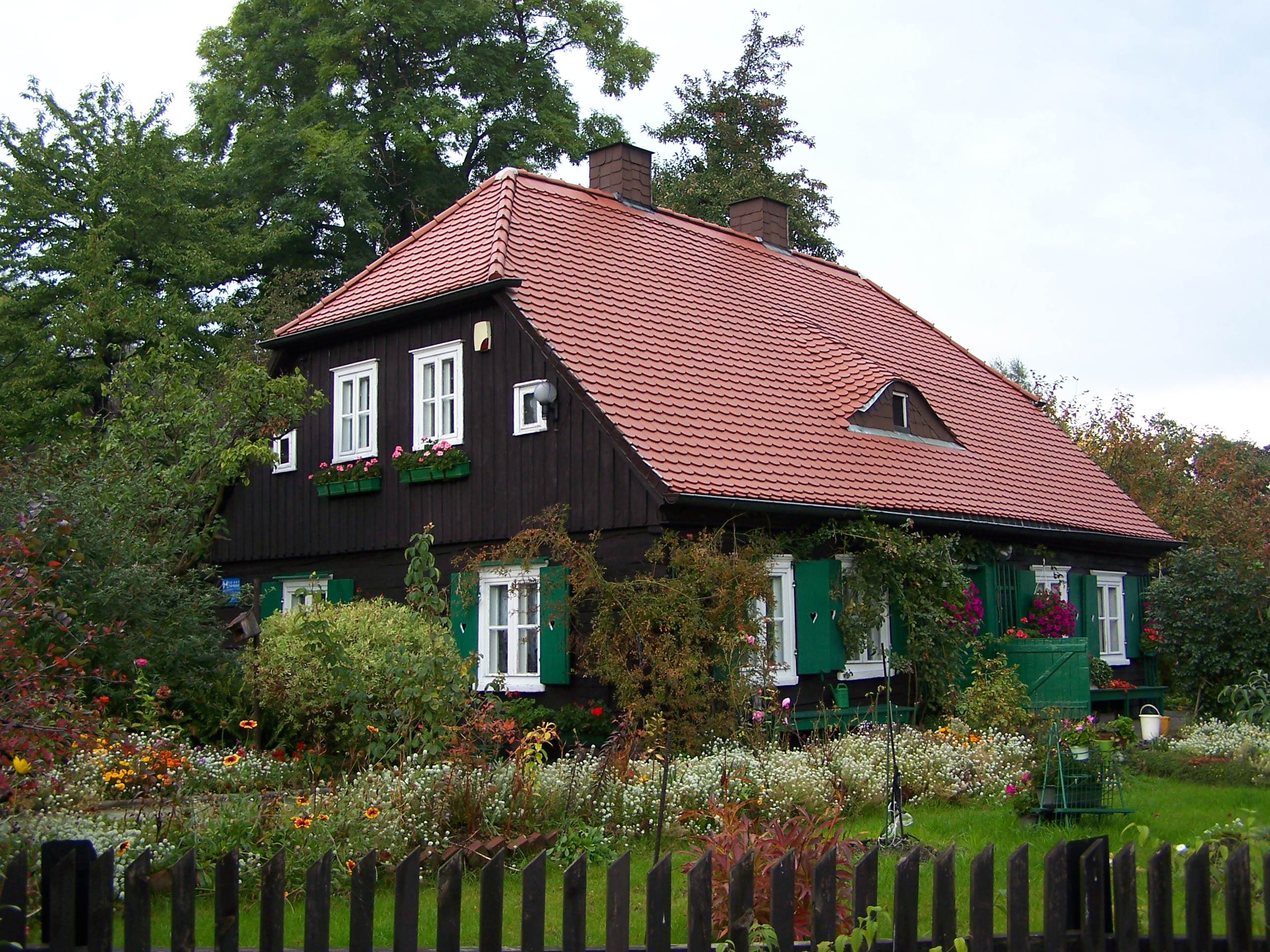
Das Mutter-Eva-Haus

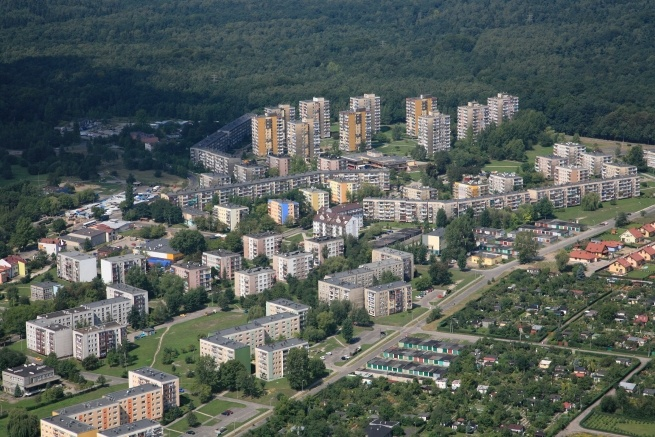
Großwohnsiedlung

Miechowice (deutsch Miechowitz, 1936–1945 Mechtal) ist ein Stadtteil von Bytom (Beuthen) in Oberschlesien. Bis 1951 war er eigenständige Gemeinde, im selben Jahr erfolgte die Eingemeindung in die Stadt Bytom, seit dem 26. November 2008 ist es ein Stadtbezirk.

## Geschichte
Der Ort wurde 1336 erstmals urkundlich erwähnt. 1524 wurde erstmals die örtliche Kirche erwähnt. 1817 wurde das Schloss durch die Familie von Tiele-Winckler erbaut. 1823 wurde in dem bis dahin ländlich geprägten Dorf die Maria-Galmeigrube gegründet, was zur Industrialisierung des Ortes führte.
1865 bestand der eigentliche Ort Miechowitz aus einem Kirchdorf und einem Dominium (Domäne), ferner gehörten die Kolonien Karf und Oschin dazu. In diesem Jahr hatte der Ort vier Bauern, zwei Halbbauern, vier Viertelbauern, 17 Gärtner, 50 Ackerhäusler und 56 Angerhäusler. Vorhanden waren die Gruben: Die Marie-Galmeigrube, die Emilienfreude-Galmeigrube und die Johanna-Galmeigrube. Der umfangreiche Gutsbereich um das Schloss galt formell juristisch als eigenständige Ortschaft.
1888 gründete Eva von Tiele-Winckler in Miechowitz eine diakonische Einrichtung für Arme und Alte, Behinderte und Nichtsesshafte, den Friedenshort. 1902 wurde das Steinkohlebergwerk Preußengrube in Betrieb genommen. 1905 hatte der Ort 7572 Einwohner.
Bei der Volksabstimmung in Oberschlesien am 20. März 1921 stimmten 1685 Wahlberechtigte für einen Verbleib bei Deutschland und 4472 für die Zugehörigkeit zu Polen. Auf Gut Miechowitz stimmten 62 Personen für Deutschland und 58 für Polen. Miechowitz verblieb nach der neuen Grenzziehung beim Deutschen Reich. 1933 lebten im Ort 17.288 Einwohner, davon waren 15.727 katholisch, 1432 evangelisch und 29 jüdisch. Am 5. Februar 1936 wurde der Miechowitz in Mechtal umbenannt. Bis 1945 gehörte der Ort zum Landkreis Beuthen.
Nach dem Einmarsch der Sowjetarmee im Januar 1945 übte diese vom 25. bis 27. Januar 1945 ein Massaker an der örtlichen Zivilbevölkerung aus sowie an den im Ort befindlichen polnischen Arbeitern. Dabei wurden nachweislich mehr als 200 Personen ermordet, darunter der katholische Pfarrer Johannes Frenzel. Zudem plünderten sie das Schloss und zerstörten es. Die im Ort ansässigen evangelischen Schwestern des Diakonissen-Mutterhauses des Friedenshortes wurden vertrieben. Die Schwestern des Friedenshortes wurden 1945 in Freudenberg ansässig. Im bayerischen Oberlauringen fand ein Teil der evangelischen Diakonissen 1946 eine neue Heimat für ihre Arbeit und ihre Waisenkinder.
1945 kam der bisher deutsche Ort unter polnische Verwaltung und wurde in Miechowice umbenannt und der Woiwodschaft Schlesien angeschlossen. 1950 kam der Ort zur Woiwodschaft Kattowitz. 1951 erfolgte die Eingemeindung in die Stadt Bytom. In den 1970ern und 1980ern entstanden bei Miechowice Großwohnsiedlungen. Am 26. November 2008 wurde Miechowice zum Stadtbezirk erhoben, wodurch ein Bezirksrat gewählt werden konnte.

## Sehenswürdigkeiten
- Die katholische Kirche Heiliges Kreuz  (Kościół Świętego Krzyża) ist eine neogotische Backstein-Hallenkirche, erbaut in den Jahren 1857 bis 1864 nach einem Entwurf von August Soller. Auch die Ausstattung ist neugotisch.
- Die katholische Kirche Corpus Christi (Kościół Bożego Ciała), erbaut in den Jahren 1914 bis 1917 nach den Plänen des Architekten Theodor Ehl im neobarocken Stil mir Hauptaltet und drei Seitenaltären. In den Jahren 1951 bis 1969 wurde das Innere durch weitere Altäre ergänzt. Von 1941 bis 1945 war der von der katholischen Kirche als Märtyrer verehrte Johannes Frenzel Kaplan in dieser Kirche.

- Die Evangelische Kirche (Kościół parafialny ewangelicko-augsburski) im neogotischen Stil aus dem Jahr 1896. Die Kirche wurde auf Initiative von Eva von Tiele-Winckler errichtet. Neben der Kirche steht das zur gleichen Zeit errichtete evangelische Pfarrhaus, dazu das Pflegeheim des Diakonissenmutterhauses Friedenshort und das Schwesternhaus Zionsstille.
- Das Mutter-Eva-Haus beherbergte ursprünglich eine Krankenstation und Gästezimmer und auf dem Dachboden zwei Zimmer, in denen die Mutter Eva genannte Eva von Tiele-Winckler lebte. Derzeit ist es ein Museum.
- Die Barbarakapelle auf dem Grytzberg (Grützberg) aus dem Jahr 1850 im neogotischen Stil. Stifter der Kapelle war der Montanunternehmer Franz von Winckler. 1856 wurde auf dem Dach des Gebäudes ein kleiner Türmchen installiert. Im Zweiten Weltkrieg wurde die Seitenwand der Kapelle beschädigt. Nach 1960 wurde das Gebäude renoviert. Um 2015 kam es innerhalb des Gebäudes zu einem Bergschaden. Die Kapelle wurde oft durch Vandalen beschädigt.
- Reste des Schlosses Miechowitz, erbaut in den Jahren 1812 bis 1817 und 1945 zerstört, und Nebengebäude sowie dem Schlosspark (Park Tiele-Wincklerów).

- Die neogotische Friedhofskapelle

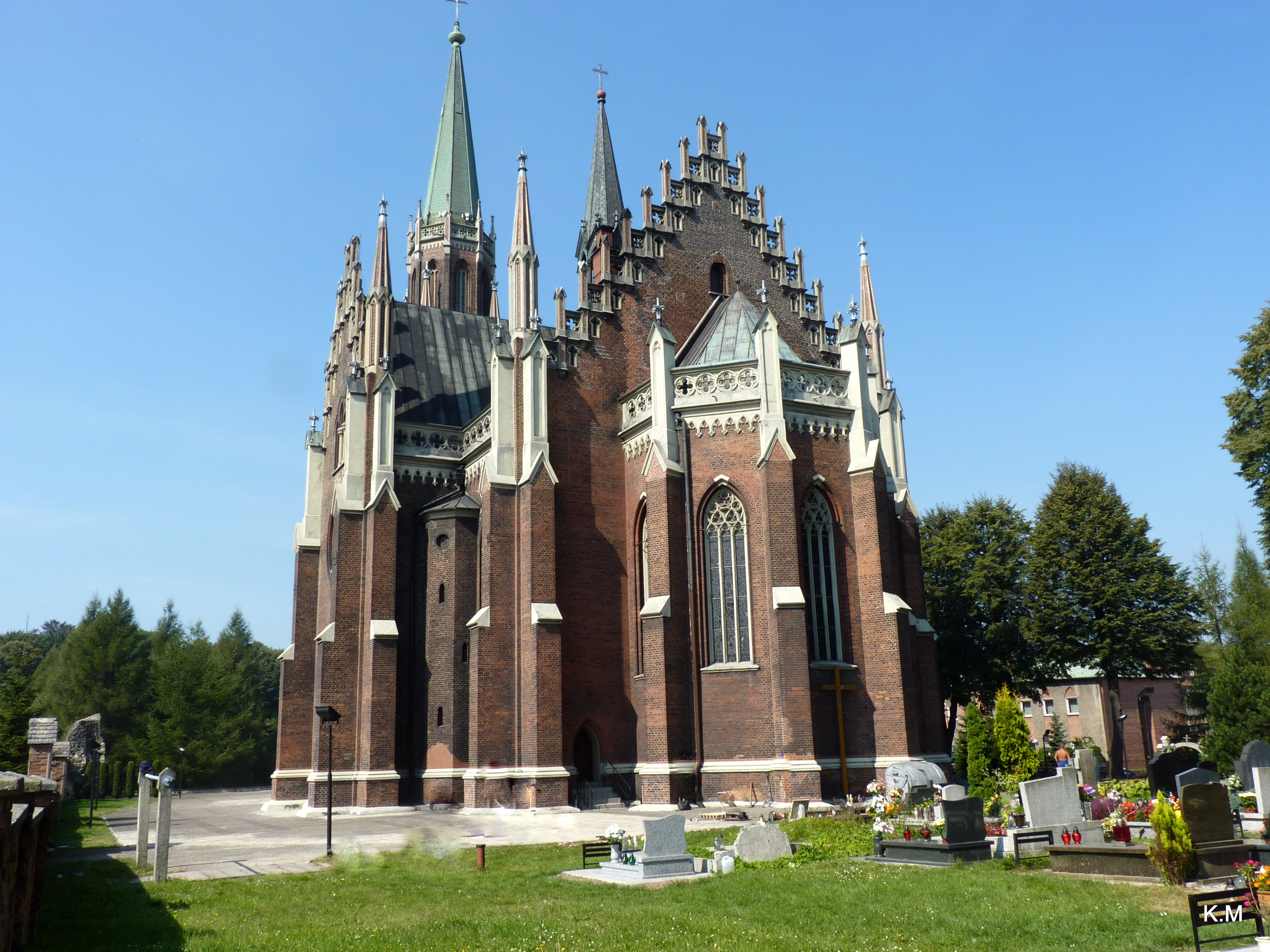
Apsis von Heiliges Kreuz
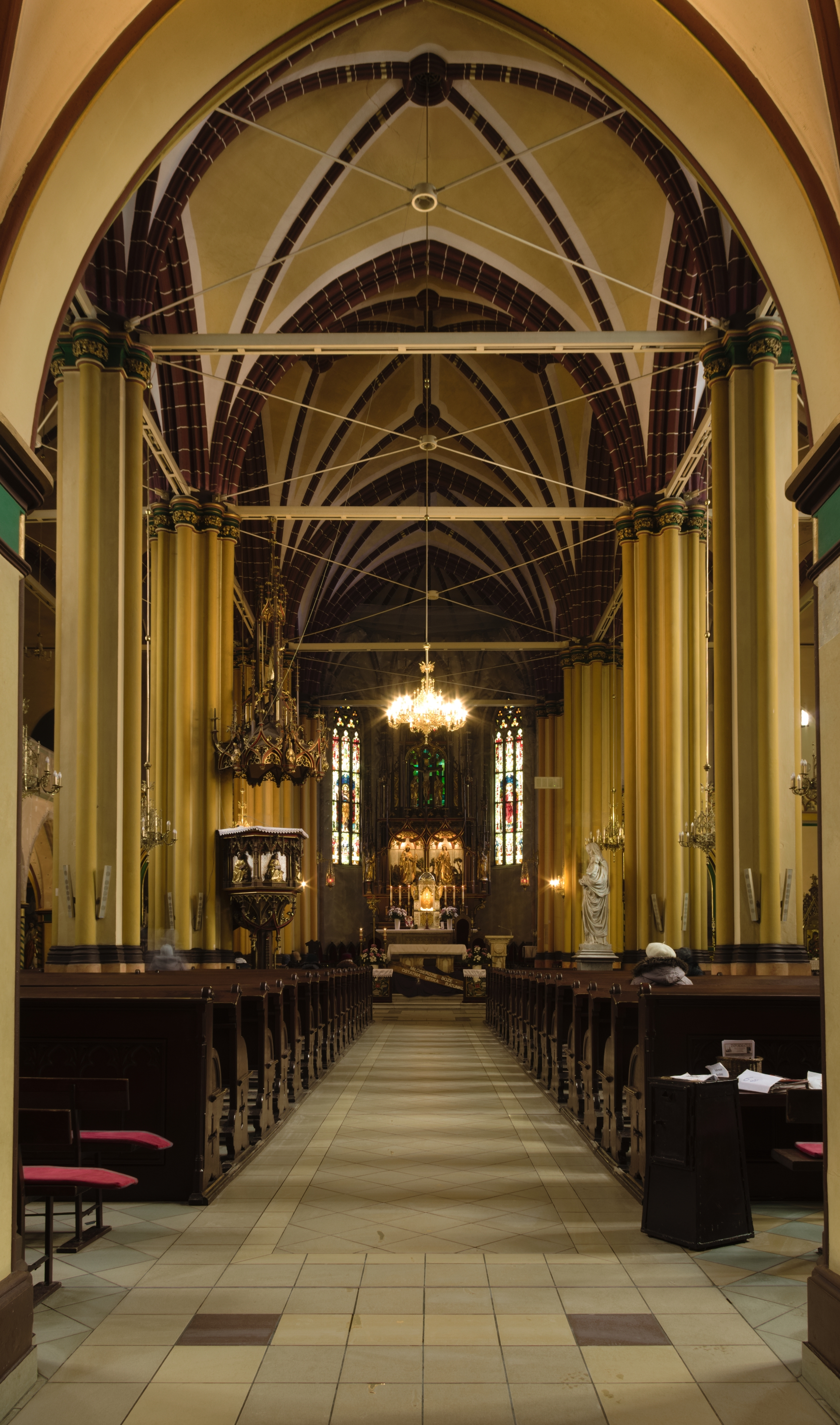
Kirchenschiff Heiliges Kreuz
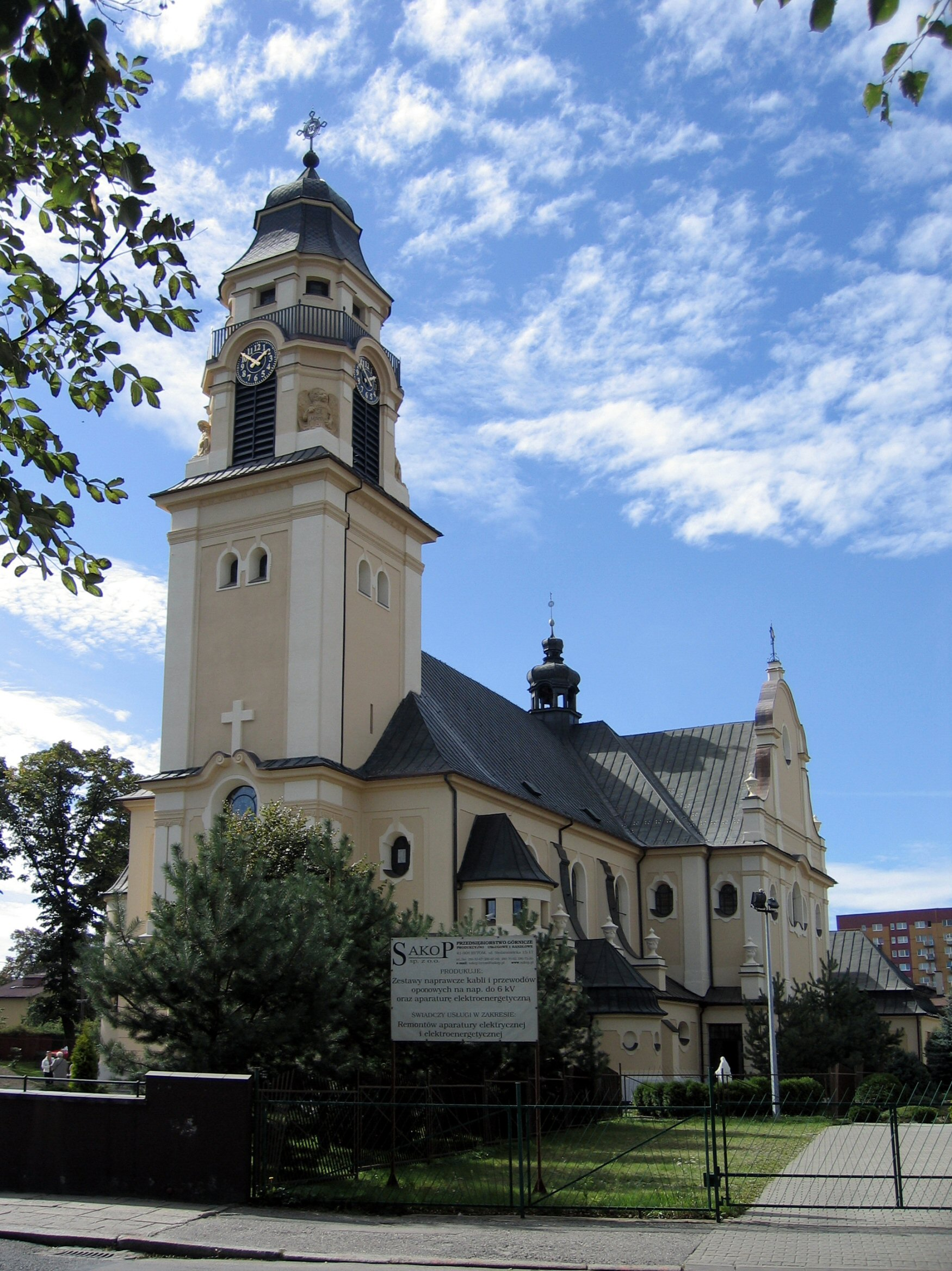
Kirche Corpus Christi
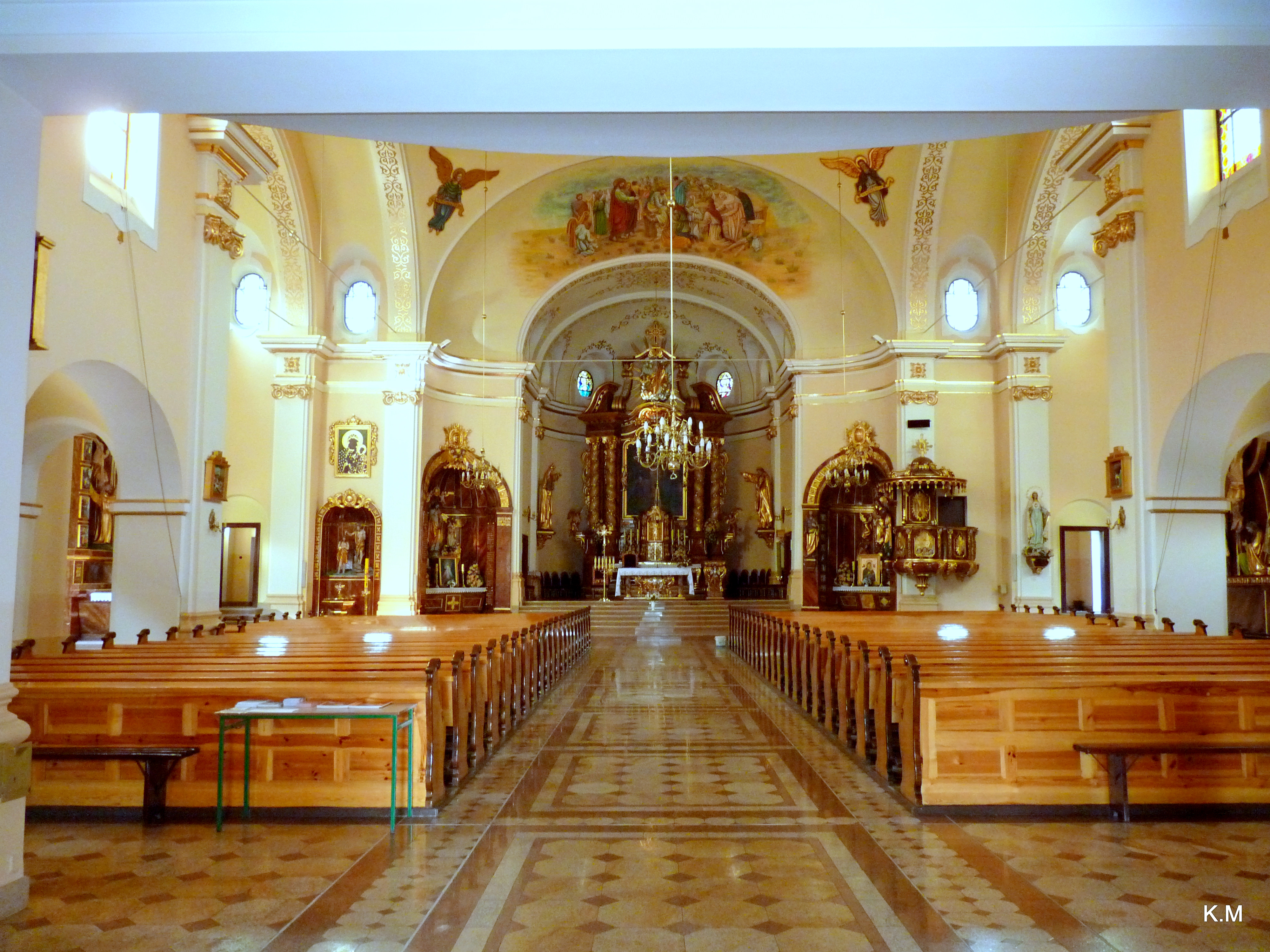
Das Innere von Corpus Christi
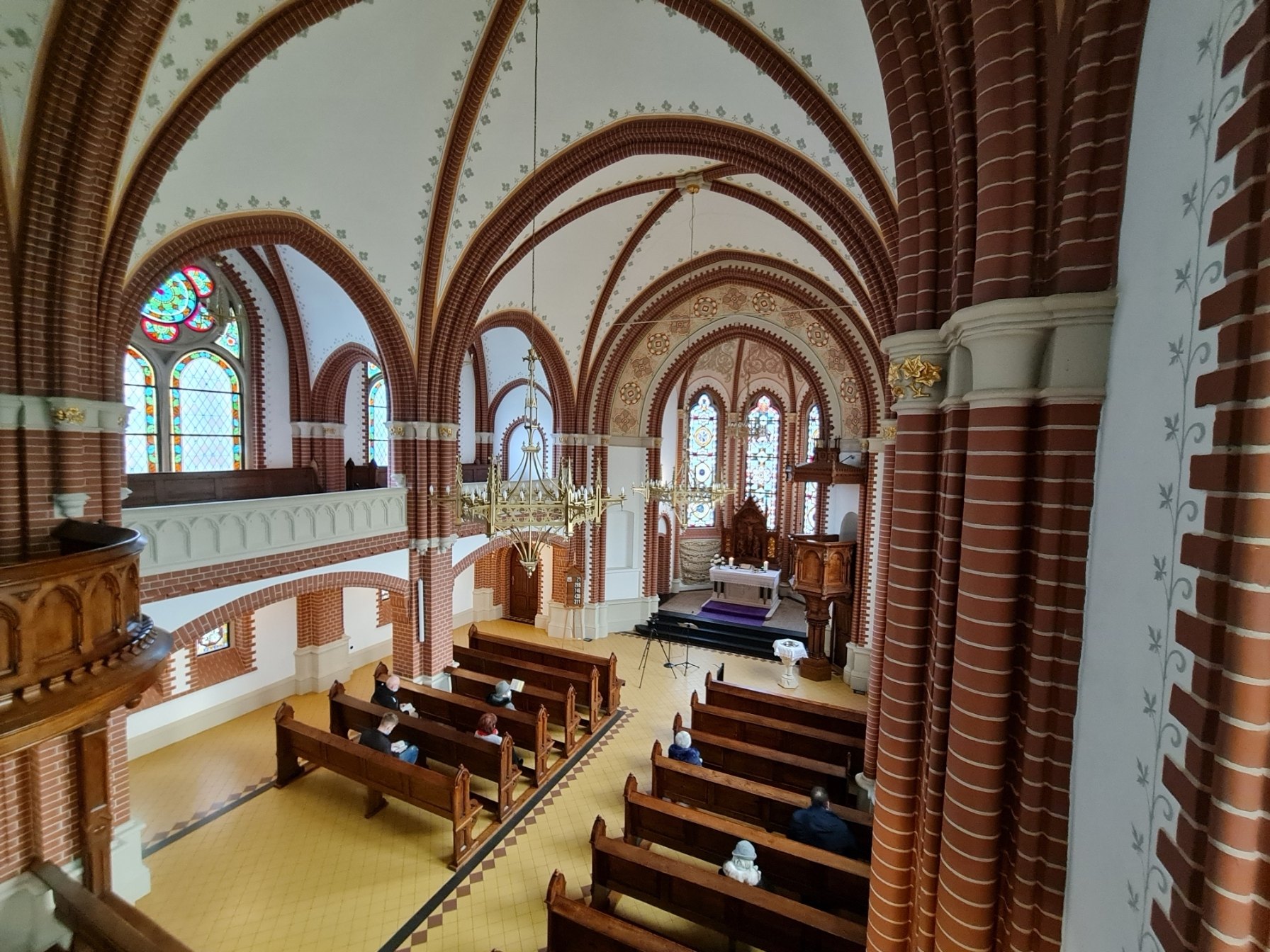
Inneres der evangelischen Kirche
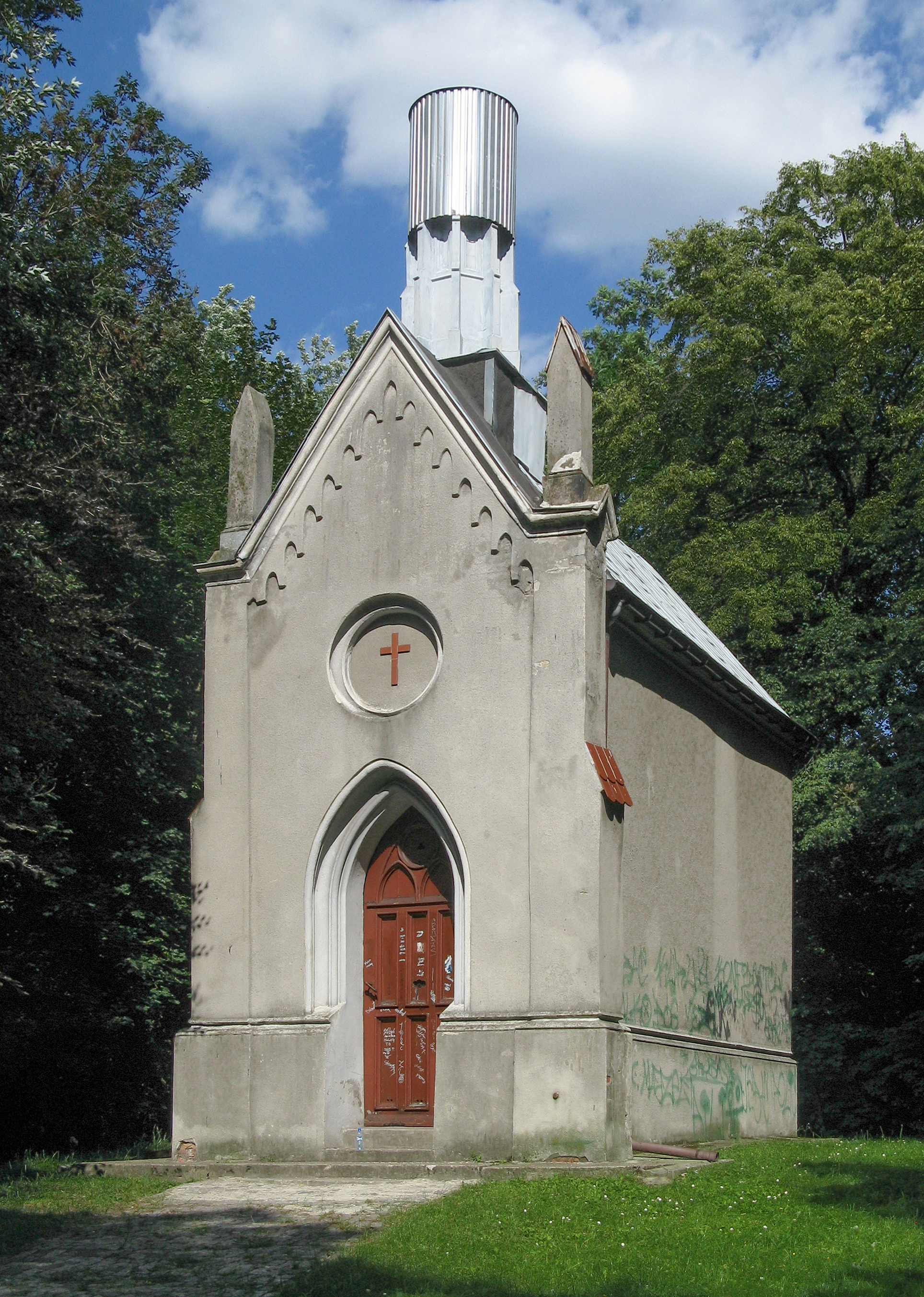
Die Barbarakapelle

## Vereine
- Deutscher Freundschaftskreis (DFK)

## Persönlichkeiten

### Söhne und Töchter des Ortes
- Josef Bonczol (1934–2012), Archivar und Chronist
- Norbert Bontzek (1837–1893), katholischer Geistlicher und Autor
- Johann Brettner (1799–1866), Lehrer
- Georg Gaidzik (1921–1953), Volkspolizist der DDR, getötet beim Volksaufstand vom 17. Juni 1953
- Peter Osypka (* 1934), deutscher Unternehmer und Stifter
- Werner Osypka (1931–2012), deutscher Politiker und Abgeordneter des Hessischen Landtags
- Josef Schmidt (1935–2024), deutsch-polnischer Leichtathlet
- Eva von Tiele-Winckler (1866–1930), deutsche Diakonisse und eine der ersten Frauen in einer Führungsposition bei der Diakonie, bekannt als „Mutter Eva“
- Franz Hubert von Tiele-Winckler (1857–1922), deutscher Großgrundbesitzer, Montanindustrieller und preußischer Landrat

### Weitere mit Miechowitz / Miechowice verbundene Persönlichkeiten
- Johannes Frenzel (1907–1945), deutscher Geistlicher, katholischer Pfarrer von Miechowitz
- August Kimme (1912–1999), evangelischer Theologe, Vikar in Miechowitz
- Rudolf Pastucha (1936–2022), lutherischer Theologe, Pfarrer in Miechowice
- Franz von Winckler (1803–1851), deutscher Montanunternehmer, Gutsherr auf Miechowitz